# Salomon Wininger
Salomon Wininger, scris și Schlomo sau Solomon Winninger, (n. 13 decembrie 1877, Gura Humorului, Ducatul Bucovinei, Austro-Ungaria – d. 23 noiembrie 1968, Ramat Gan, Israel) a fost un biograf și lexicograf evreu.

## Biografie

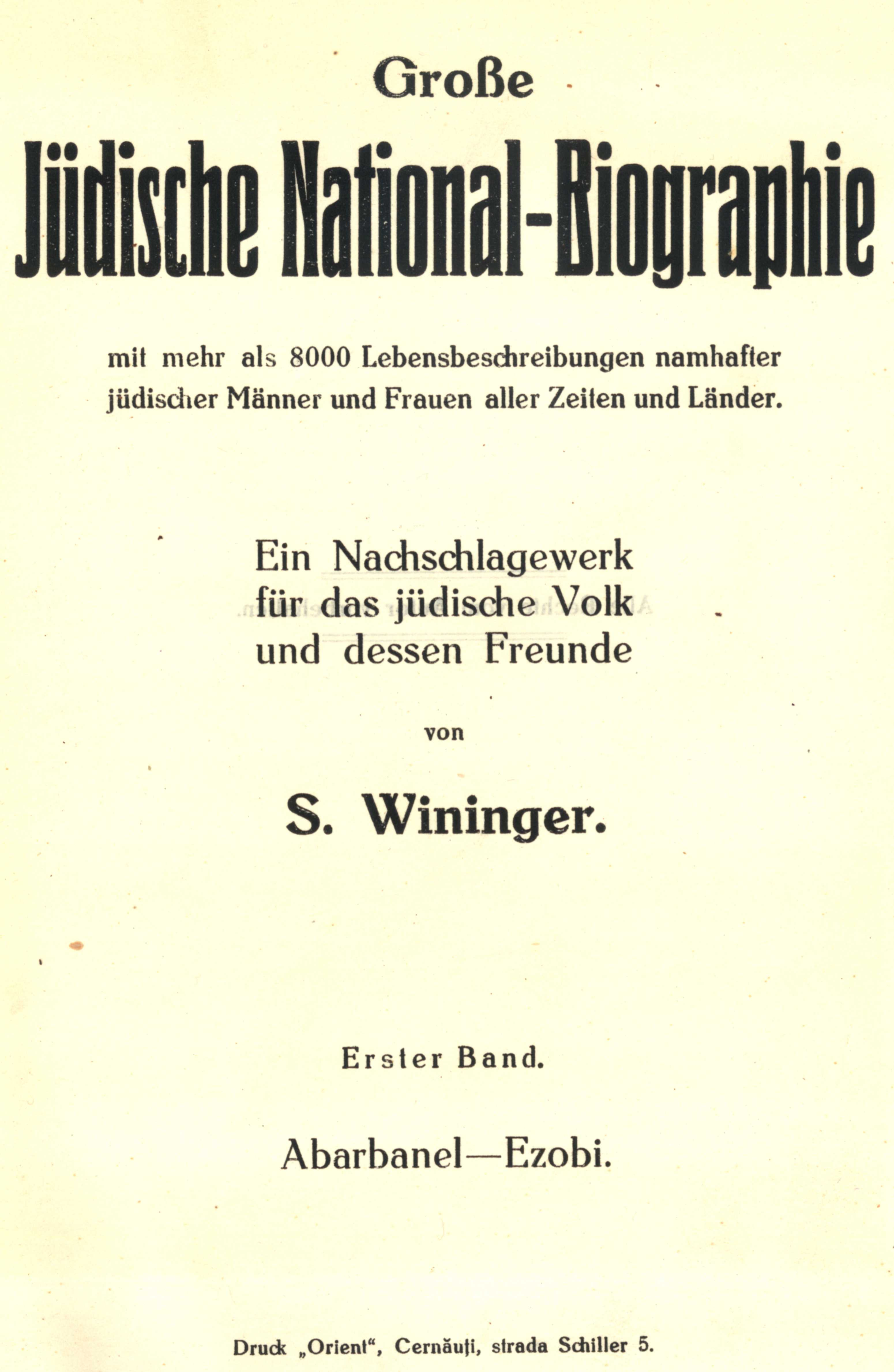
Salomon Wininger: Marea Biografie, vol.1

Salomon Wininger a lucrat din 1910 până în timpul Primului Război Mondial ca funcționar la poștă în Cernăuți. În timpul războiului a trăit la Viena și apoi a revenit la Cernăuți. Din 1907 s-a dedicat pe lângă munca sa scrierii celei mai mari biografii evreiești din lume în șapte volume: Große Jüdische National-Biographie, care au fost editate din 1925 până în 1936 la Cernăuți. Finanțarea tipărirei operei a asigurat-o Jakob Fallenbaum (născut în 1889 în Cernăuți), care devenise între timp proprietarul unei fabrici din Chemnitz (Saxonia). Salomon a compilat de asemenea dicționarul biografic (nepublicat) Sefer Ishim Zionim (Cartea bărbaților sioniști) cu 17.000 de articole. Manuscrisul se află în biblioteca evreiască națională și universitară din Ierusalim.
El a fondat numeroase asociații caritabile și cantine publice, precum și „Asociația Pensionarilor din Bucovina” pentru funcționarii de stat.
Wininger a supraviețuit perioadei Holocaustului la Cernăuți, iar în 1951 a emigrat în Israel, unde a locuit la început în Ierusalim. Din anul 1955 a trăit într-o casă de odihnă din Netanya, iar mai târziu în Ramat Gan, unde a murit.
Timp de 25 de ani, Schlomo Winninger a scris aproximativ 18.000 de biografii, fiind considerat unul din cei mai prolifici biografi evrei.

## Lucrări
- Große Jüdische National-Biographie, Abarbanel – Czernowitzer, Editura Orient, Cernăuți 1925, 638 p.
- Große Jüdische National-Biographie, Dafiera – Harden, Editura Orient, Cernăuți 1927, 635 p.
- Große Jüdische National-Biographie, Harischon – Lazarus, Editura Orient, Cernăuți 1928, 639 p.
- Große Jüdische National-Biographie, Leavith – Péreire, Editura Orient, Cernăuți 1930, 637 p.
- Große Jüdische National-Biographie, Pereira – Steinhaus, Editura Orient, Cernăuți 1931, 637 p.
- Große Jüdische National-Biographie, Band 6, „Steinheim – Zweig“, Nachtrag: „Abarbarnel – Van Geldern“, Tipografia ARTA (F. Weiner-Ernst), Cernăuți 1932, 639 p.
- Große Jüdische National-Biographie, Band 7, Nachtrag 1: „Ge – Schluss“, Nachtrag 2: „A – Z“, „Anhang“, Tipografia ARTA (F. Weiner-Ernst), Cernăuți 1936, 667 p.
- Biographisches Lexikon berühmter Juden aller Zeiten und Länder, auto-publicare, Cernăuți, înainte de 1940
- Gura Humora: Geschichte einer Kleinstadt in der Südbukovina (Gura Humorului: Istoria unui oraș mic în sudul Bucovinei)